# Cayratia mollissima
Cayratia mollissima är en vinväxtart som först beskrevs av Nathaniel Wallich, och fick sitt nu gällande namn av Gagnepain. Cayratia mollissima ingår i släktet Cayratia och familjen vinväxter. Inga underarter finns listade i Catalogue of Life.